# São Pedro da Serra
São Pedro da Serra é um município brasileiro do estado do Rio Grande do Sul. Possui 3 548 habitantes e 35,207 km², com cerca de 100,7 hab/km².  Localiza-se na região intermediária de Porto Alegre e na região imediata de Montenegro.

## História
A história de São Pedro da Serra iniciou-se em 1878, quando o primeiro morador da região, o alemão Sr. Pedro Liesenfeld, mudou-se para lá, dedicando-se à atividade agrícola. A partir disso a Linha São Pedro, como era conhecida, foi colonizada majoritariamente por alemães, oriundos da segunda leva de imigrações. O nome da região leva este nome por homenagem a Liesenfeld, que cedeu terras para a construção da primeira capela da localidade, contanto que o padroeiro fosse São Pedro.
Durante o fim do século XIX, a região limitou-se à implantação de uma estrutura comunitária básica e à manutenção de suas atividades essenciais. Entre as primeiras famílias alemãs a se estabelecerem na região destacam-se os Hartmann, Cornelius, Schmitz, Engerhof, Weschenfelder, Schneider, Hummes, Werlang, entre outras.
O real desenvolvimento chegou apenas no século XX, com a construção da estrada de ferro para o transporte ferroviário, entre Montenegro e Bento Gonçalves, que passava pela região. Com a construção da estrada, a Linha São Pedro teve um grande crescimento, e em 1911 foi construída a primeira casa de alvenaria no local, que funcionava como comércio. Nesta casa comercial foram vendidas uma grande variedade de mercadorias, como remédios, eletrodomésticos, confecções artesanais, ferramentas e máquinas agrícolas, entre outros.
Com o crescimento da comunidade chegaram mais cidadãos alemães à São Pedro, e a cidade foi ampliando-se. Inicialmente, Linha São Pedro pertencia a Bento Gonçalves, então a colônia de Conde d'Eu, que viria a se tornar Garibaldi, posteriormente a Montenegro, e finalmente a Salvador do Sul.
Emancipou-se de Salvador do Sul em 20 de março de 1992. Seu nome atual vem da junção do nome do povoamento, Linha São Pedro, homenagem ao primeiro habitante, e da palavra serra, visto que o município pertence a região serrana do estado. Em 1 de dezembro de 2017, foi inaugurado o monumento a São Pedro, padroeiro do município, que se tornou um ponto turístico na cidade.

## Geografia
O território atual do município é de 35,21 km², sendo 2,86 km² urbanizados, com 3.548 habitantes segundo o censo de 2022. Situa-se a 103 km da capital Porto Alegre. O principal acesso é pela BR 470, que liga o município a Montenegro e Carlos Barbosa.
Situa-se na região intermediária de Porto Alegre e na região imediata de Montenegro. Localizada na latitude 29°25'15" sul e na longitude 51°30'46" oeste, São Pedro da Serra está a uma altitude de 463 metros.

## Educação
O município possui uma taxa de escolarização dos 6 aos 14 anos de 98,3%, com 382 matrículas no ensino fundamental, em quatro estabelecimentos de ensino, com 32 docentes. Os números para o ensino médio não estão presentes nos dados mais recentes.